# 約翰斯 (加利福尼亞州)
約翰斯維爾（英語：Johnsville）是位於美國加利福尼亞州普盧默斯縣的一個人口普查指定地區。

## 地理
約翰斯維爾的座標為39°46′46″N 120°41′38″W / 39.77944°N 120.69389°W，而該地最高點為海拔高度1579米（即5180英尺）。

## 人口
根據2010年美國人口普查的數據，約翰斯維爾的面積為35.764平方千米，當中陸地面積為35.629平方千米，而水域面積為0.135平方千米。當地共有人口20人，而人口密度為每平方千米0人。